# Bogotá Fútbol Club
Bogotá Fútbol Club es un club de fútbol colombiano de la ciudad de Bogotá que juega en la Categoría Primera B. Fue fundado el 18 de marzo del 2003 y actualmente juega sus partidos de local en el estadio Metropolitano de Techo de Bogotá.
El club es uno de los de mayor trayectoria en la Primera B profesional en Colombia sin haber disputado una sola final o promoción en busca del ascenso.

## Historia

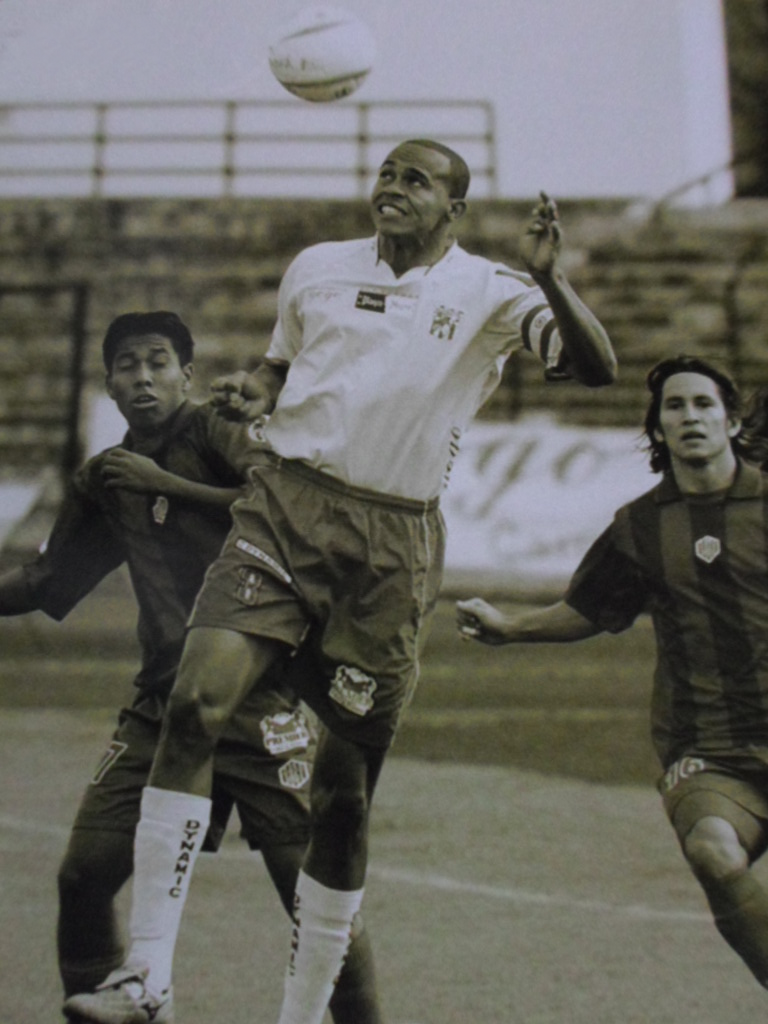
Encuentro entre el Bogotá F. C. y el Unión Magdalena en el estadio Alfonso López Pumarejo de la Universidad Nacional (año 2006 o 2007).

El Bogotá F. C. se convirtió en un equipo profesional al adquirir los derechos deportivos y el reconocimiento ante Coldeportes que anteriormente poseía el Club Deportivo El Cóndor y con ello ocupar el puesto que este último había dejado vacante tras su desaparición en 2003.
El gestor e idealista de esta historia del Bogotá F. C. es el empresario Ferney Perdomo, dueño de una empresas textilera de la ciudad. Alberto Gamero, Fernando Velasco, Néstor Rodríguez, Hernan Pacheco,  Mauricio Roa y Juan Carlos Grueso, han sido los técnicos que han pasado en la era bogotana y con los cuales se han forjado baluartes como Wilberto Cosme, Cristian Dájome, Andrés Mosquera Marmolejo, David Macalister Silva, Jair Palacios, Jader Valencia, Wilder Guisao, Andrés Ibargüen entre otros.
Hasta el momento la mejor campaña del Bogotá F. C. fue conseguida en el primer semestre del 2007 en la Copa Premier, luego de clasificar por primera vez a una semifinal, con una campaña casi perfecta y con una nómina mezclada entre jóvenes valores y experimentados elementos como Raúl Ramírez Gacha, Gustavo Quijano, Marcio Rodríguez Cruz (Bra) y Luis “la pulga” Pérez.
Formación de jugadores en todas las divisiones de la Liga de Fútbol de Bogotá, deporte, lúdica, recreación y la enseñanza de una vida sana para los deportistas, es una de las prioridades de este nuevo proceso en el balompié capitalino.
En el 2004 terminó en el puesto 15, para el 2005 cumplió su mejor campaña, terminando en el puesto 12 y en el 2006 terminó en el puesto 17. Ya en el 2007 el equipo clasifica en el torneo apertura y finalización a los cuadrangulares al quedar primero en ambos torneos de los nonogonales ya en las finales en el primer semestre queda cuarto del grupo B detrás de Academia, Centauros Villavicencio y Patriotas Boyacá y en el segundo semestre queda segundo del grupo A a dos puntos de Envigado F.C y superando a Unión Magdalena y Depor Jamundí y en la tabla de reclasificación de esta temporada queda quinto.
Para el 2008 en la Copa Premier, el profesor Álvaro Zuluaga determinó que era necesaria la contratación de jugadores de experiencia que apoyarán a los nuevos prospectos del club capitalino, por lo tanto las directivas llevaron a las toldas bogotanas a los jugadores Óscar Londoño y al volante Leslin Orozco.En esta temporada en el Primer Semestre clasifica a  los cuadrangulares quedando primero del nonogonal B y en el cuadrangular semifinal queda segundo a dos puntos del Unión Magdalena que quedó subcampeón ante Deportivo Rionegro y superando a Centauros Villavicencio y Córdoba F.C y en el segundo semestre queda quinto del nonogonal B eliminado por un punto menos que Patriotas Boyacá; en la temporada 2009 en el apertura queda eliminado en el todos contra todos y en el finalización clasifica a los cuadrangulares semifinales donde queda segundo y es superado por Atlético de la Sabana al tener los mismos 10 puntos por haber obtenido mejor posición en la fase regular en este instancia final superó a los equipos Deportivo Rionegro y Itagüí Ditaires.
Durante la temporada 2010, que se disputó en un solo torneo, Bogotá cumplió una gran campaña, clasificando sexto a los cuadrangulares semifinales. Luego de liderar la primera vuelta con siete puntos, fue eliminado tras perder como local 2-3 frente a Deportivo Pasto y empatar en la misma condición 1-1 con Patriotas Boyacá. Para el 2011, el equipo no contará con Fernando Velasco, contratado por el Atlético Bucaramanga como nuevo técnico para la temporada 2011.
Para 2011, el profesor Albeiro García tomó las riendas del club, sin embargo los resultados no le ayudaron para continuar con el puesto durante el segundo semestre, ya que el equipo quedó sin chances de avanzar a las finales del Torneo Postobón, además porque recibió y aceptó un ofrecimiento de Itagüí Ditaires para que fuera asistente técnico de Carlos Mario Hoyos.
Desde junio de 2011, Hernán Pacheco, un hombre de la casa recibió la dirección técnica del equipo, dejándolo siempre peleando en las posiciones de clasificación. En el segundo semestre de 2011, cayó en penales ante Expreso Rojo, luego de una cerrada llave en la que igualaron 0-0 y en la definición, Bogotá F. C. se quedó por fuera de seguir haciendo historia.
En la temporada 2012, el equipo sufrió un bajón anímico, luego de la información sobre el inminente cambio de sede a la ciudad de Montería. Con un equipo joven, el onceno capitalino, cumple una de las peores campañas ubicándose en la 16ª posición del Torneo Postobón, con tan solo 13 puntos, eliminado de la fase final pero hay que destacar la campaña en Copa Colombia donde llegó hasta octavos de final quedando eliminado en definición por penaltis 3:4 por Cúcuta Deportivo. 
En la temporada 2013, en el torneo finalización no pudo pasar a los cuadrangulares y terminó en el puesto 14 con 21 puntos en una pálida temporada para el club, el técnico Oswaldo 'La Sombra' Durán es destituido de su cargo y llega el técnico español Germán Morales.
En el resto del 2013 club bajo las órdenes del técnico español, el equipo mostró otra cara y hasta la última fecha tuvo opción para clasificar lamentablemente quedó en el puesto 11 con 23 puntos. 
Para el comienzo del 2014, el equipo desentonó y volvió caer, terminado 15 con 17 puntos, el técnico Germano González salió el febrero y el equipo quedó bajo el mando del Preparador de arqueros Leonardo Rincón. 
Para el segundo semestre lamentablemente se da la peor temporada del club terminando en el puesto 17 con tan solo 11 puntos, Leonardo Rincón vuelve a su puesto de preparador de arqueros para que la próxima temporada un nuevo técnico llegue. 
Para el primer semestre del 2015 el Torneo de Ascenso cambia de patrocinador y el también cambia el formato del campeonato volviéndose un torneo de un año Alejandro Arbeloa, pero este no se acomoda bien y en el club vuelve el técnico Hernán Pacheco. 
En los próximos años el equipo siguió fomentando su escuela de formación de donde saca el 90% de sus jugadores profesionales volviéndose en uno de los equipos profesionales con más jóvenes en su plantilla profesional.

### Posible cambio de sede
En marzo de 2012 se anunció que por falta de apoyo en Bogotá el club posiblemente se marche a la ciudad de Montería en el departamento de Córdoba para la temporada 2013. La solicitud fue aprobada el 27 de marzo, en la Asamblea de Clubes de la División Mayor del Fútbol Colombiano, situación similar a la de Academia Fútbol Club que vendió su ficha y se iría a Villavicencio a mediados de 2012. Aun así, las negociaciones fracasaron y Bogotá F.C. decidió quedarse en la capital del país.

### Continuidad en Bogotá
Las reformas al interior de la Dimayor, los nuevos patrocinadores del fútbol Colombiano, y la redistribución del dinero producto de los derechos televisivos mejoraron mucho las condiciones del fútbol de ascenso en Colombia, lo que facilitó la continuidad de los clubes que participan en esta categoría. Bajo ese panorama Bogotá F. C. ha disputado cinco temporadas más, alcanzando logros destacados en el primer semestre de 2013, en el 2016, segundo semestre de 2019 y en la temporada 2020 cuando accedió al cuadrangular semifinal.

## Símbolos

### Escudo

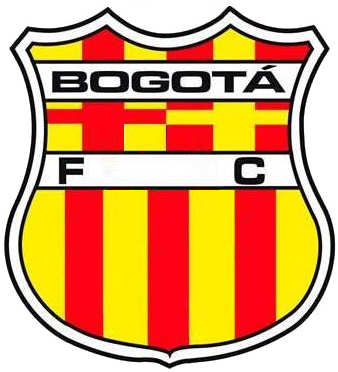
Diseño antiguo del escudo de Bogotá F. C.

El Bogotá F.C. ha tenido dos escudos a lo largo de la historia, el primero con un León desde su origen en 2004 hasta la temporada 2014, y el segundo desde la temporada 2015 hasta la actualidad.
El primer escudo tenía forma de «olla», dividida en tres cuarteles. En los dos superiores se estampaban dos cruces simétricas, de lado derecho una amarilla sobre fondo rojo, y de lado izquierdo una cruz roja sobre fondo amarillo. Sobre estos dos cuarteles se sobreponía una línea blanca sobre la cual se inscribía ¨BOGOTÁ¨. En el cuartel inferior aparecían siete líneas verticales cuyo color se intercalaba entre el amarillo y el rojo. Los cuarteles superiores se separaban del inferior por medio de una línea blanca horizontal que dividía en dos el escudo y sobre la cual se escribían las letras ¨FC¨ (Fútbol Club). Una característica del escudo anterior era que sobrepuesto al escudo aparecía el dibujo de un León atajando un balón que daba la ilusión de irrumpir desde atrás de la enseña.
El nuevo escudo es más simplificado, se compone de un blasón negro que imita el estilo portugués pero terminado en puntas de tipo suizo. En la parte inferior surgen diez líneas rojas y diez amarillas que se intercalan, iniciando con una línea roja desde el borde izquierdo y finalizando con una amarilla en el borde derecho. Desde la parte superior desciende un barniz de color rojo que resulta ser la silueta del escudo, al sobreponerse sobre las líneas inferiores se crea un efecto óptico que hace parecer la figura estilizada de un par de alas vistas desde su parte superior. En la parte superior del escudo, se escriben a dos renglones las palabras ¨BOGOTÁ // FÚTBOL CLUB¨, siendo el renglón inferior de un tamaño de fuente menor; bajo dichas palabras aparece un balón de fútbol que recuerda el modelo Adidas Tango.

### Bandera

Bandera de Bogotá; en sus colores se basan los usados en el uniforme de Bogotá F. C.

La bandera de Bogotá Futbol Club Está conformada por una franja horizontal amarilla, que ocupa la mitad superior, y una franja horizontal roja, que complementa la parte inferior. En el centro lleva el escudo de armas de la ciudad, timbrado con el título de "Muy noble y muy leal".
El color amarillo significa justicia, virtud y benignidad. 
Por su parte el color rojo significa libertad, salud y caridad.

## Uniforme
El uniforme del equipo está inspirado en la Bandera de Bogotá, de la cual el equipo toma sus tradicionales colores amarillo y rojo.
- Uniforme titular: Camiseta amarilla con detalles rojos, pantalón rojo, medias amarillas.
- Uniforme visitante: Camiseta y medias blancas con detalles negros; pantalón negro con detalles blancos.
- Uniforme alternativo/ tercero: Camiseta con rayas doradas y rojas, pantalón rojo con detalles dorados y medias rojas con detalles dorados.

### Evolución uniforme local
| 2016 | 2017 | 2018-2019 | 2020-2023 | 2024 |

### Evolución uniforme visitante
| 2016 | 2017 | 2018-2019 | 2020-2023 | 2024 |

## Estadio
Desde sus comienzos en Primera B en el 2004, el equipo jugó en el Estadio Luis Carlos Galán Sarmiento de Soacha, en el sur del Área metropolitana de Bogotá. Para el primer semestre de la temporada 2006, debido a arreglos en las cabinas de transmisión en el estadio de Soacha, se trasladó provisionalmente al municipio de Sibaté, disputando sus partidos como local en Estadio 28 de noviembre, para volver en la segunda parte del año a Soacha.
Por diferencias con los administradores del Estadio Luis Carlos Galán Sarmiento, para el 2007, el equipo tomó como su sede el tradicional Estadio Alfonso López Pumarejo de la Universidad Nacional de Colombia, sede que ocupó hasta el primer semestre de 2012 alternando en algunos compromisos con el Estadio El Campincito. 
A partir de la segunda mitad de 2012 se trasladó al Estadio Metropolitano de Techo, ubicado al Suroccidente de la ciudad, compartido con los equipos profesionales La Equidad y Fortaleza CEIF de Primera División, además de Tigres y Real Cundinamarca en Segunda División.
Desde 2023 juega ocasionalmente también algunos partidos en condición de local en el Parque Estadio Olaya Herrera al suroriente de Bogotá.

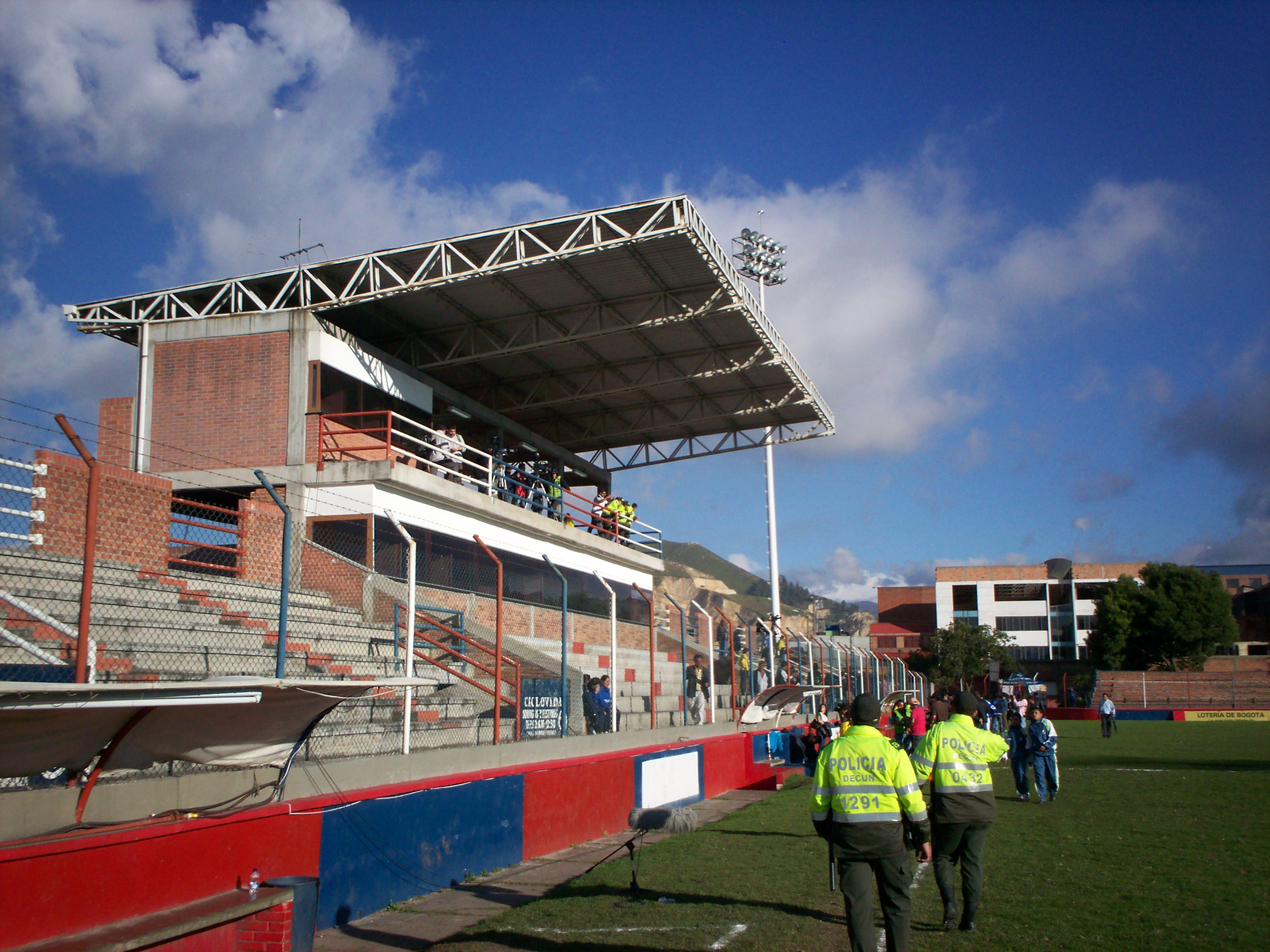
Estadio Luis Carlos Galán Sarmiento
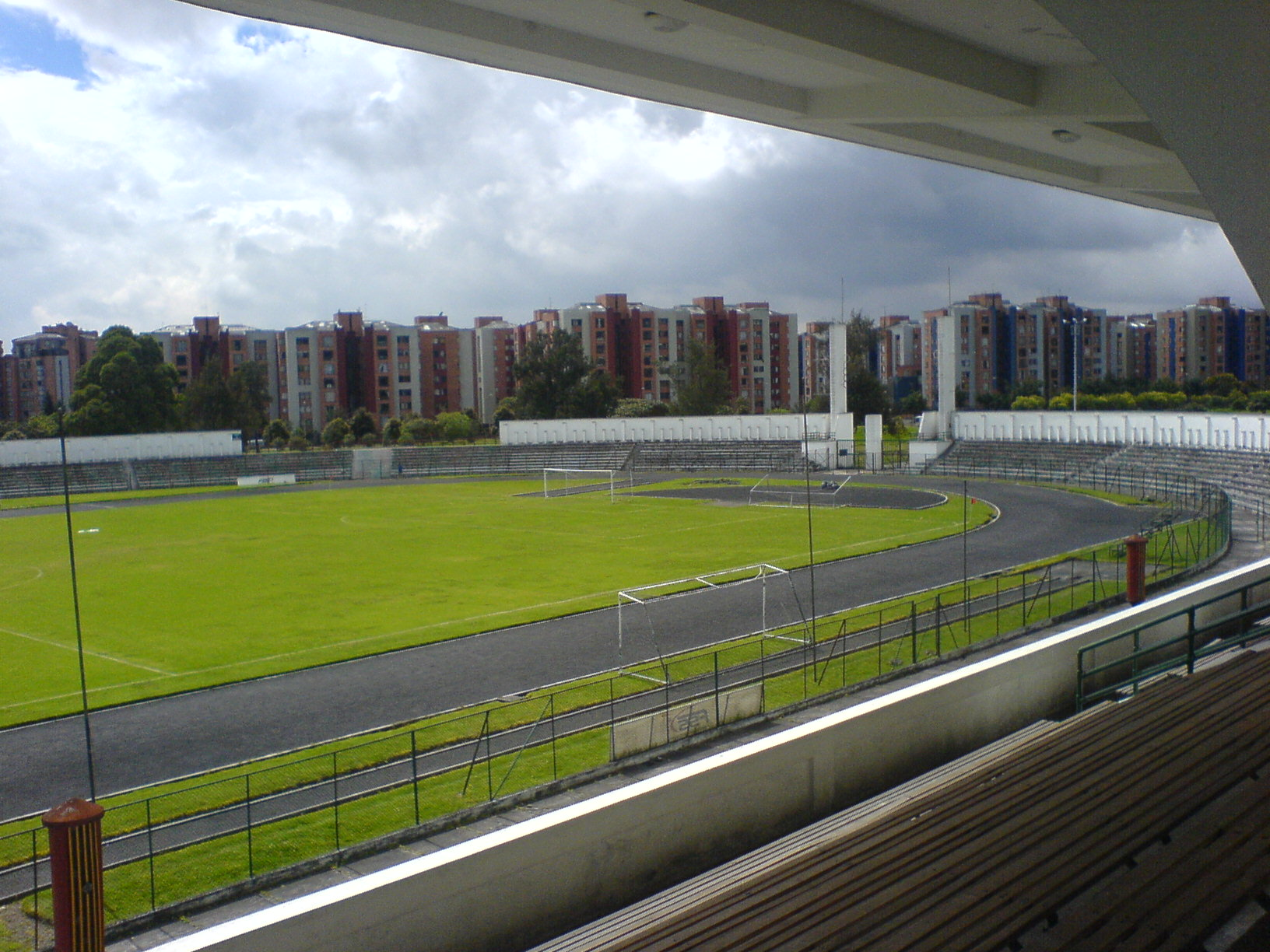
Estadio Alfonso López Pumarejo
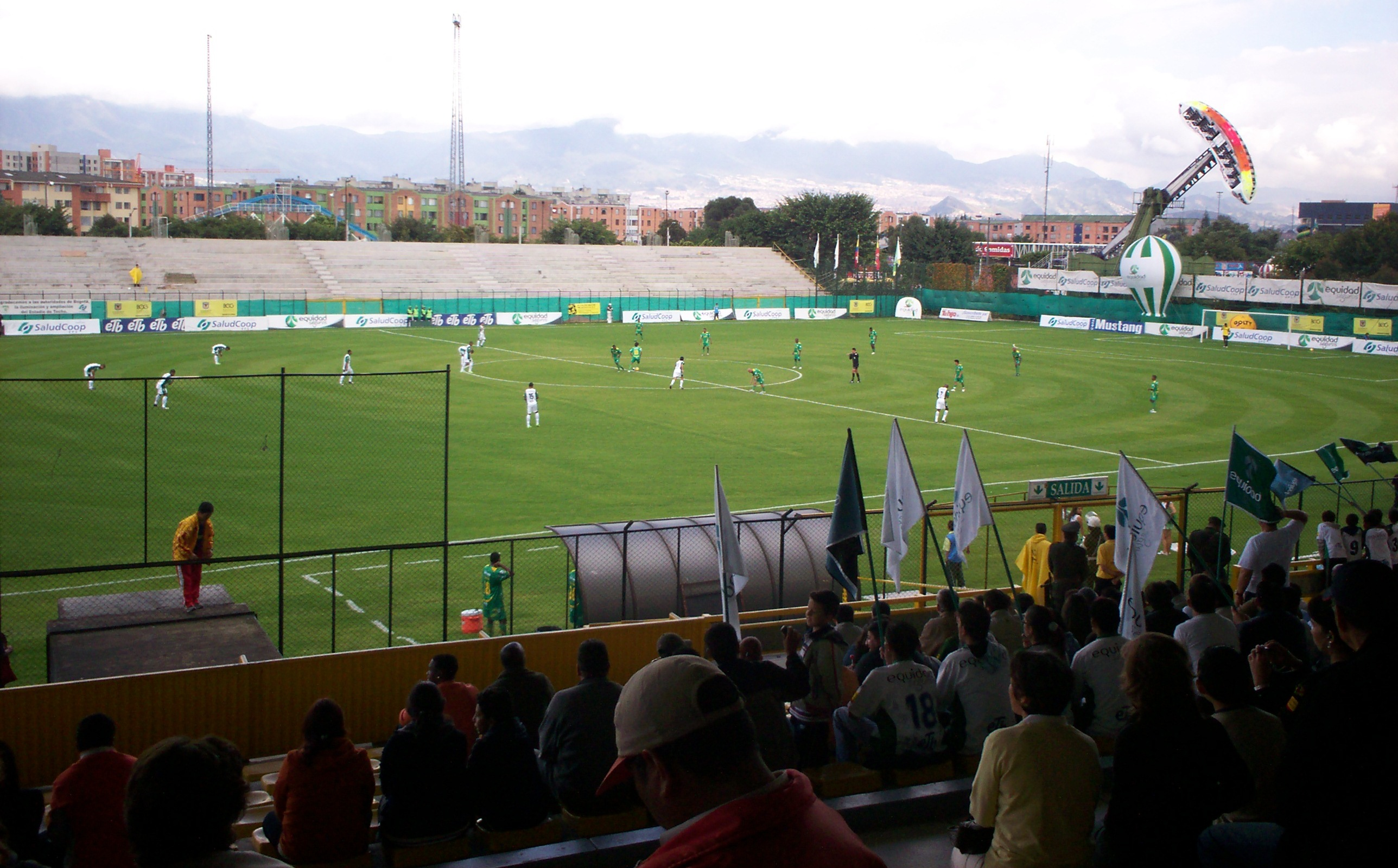
Estadio Metropolitano de Techo
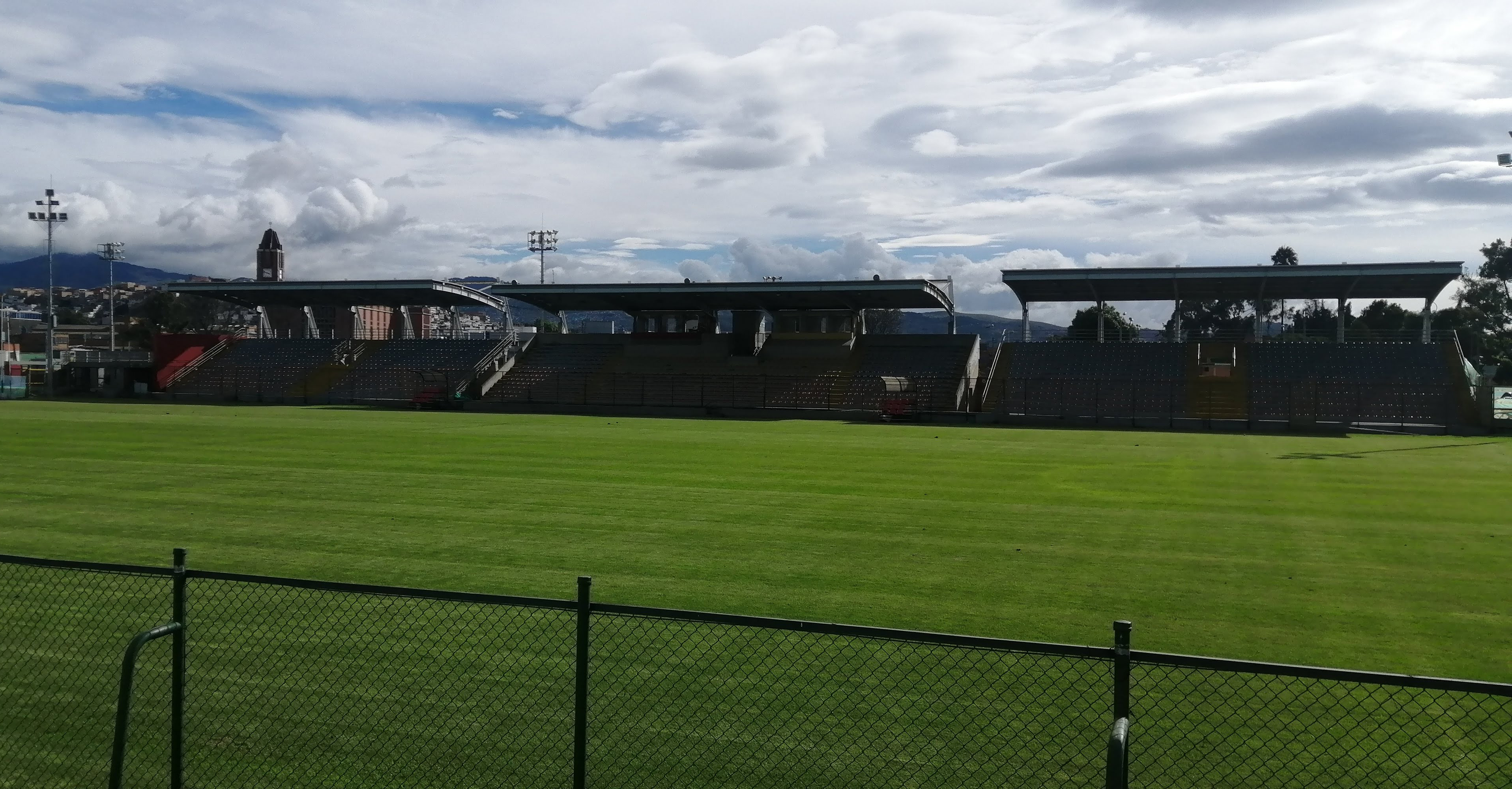
Parque Estadio Olaya Herrera

## Hinchada

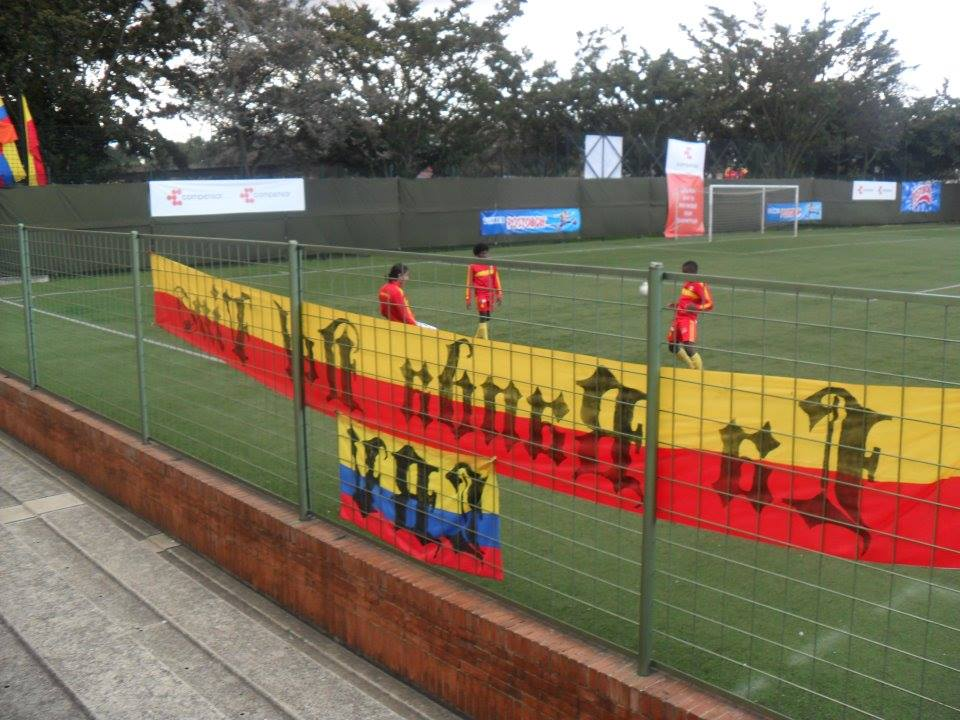
Pancarta de la Banda del Vino expuesta en un partido de Bogotá F. C. contra Academia F. C. en el Estadio de Compensar.

A pesar de su continuidad en el torneo de ascenso Bogotá F. C. no ha logrado consolidar una fanaticada numerosa debido a que por su localía tiene que competir por los aficionados de Bogotá y Soacha con clubes grandes como Santa Fe y Millonarios, así como con otros clubes que, a diferencia suya, han logrado participar en la Primera A como La Equidad, Fortaleza CEIF, Tigres, Universidad Nacional y Chicó fútbol Club.
Pese a todo lo anterior, Bogotá F. C. ha logrado atraer un grupo reducido de seguidores, algunos de los cuales se han agrupado en barras organizadas. La barra más destacada es una que en su origen se llamaba La Banda del Vino y actualmente es conocida como Brigada Capital. 
Otras dos barras ya desaparecidas fueron Casual D.C. y Oxetia Sur. En su momento Casual D.C.  llegó a ser la barra más numerosa del equipo, llegando a agrupar a unas treinta personas en 2012. Por su parte la muy modesta Oxetia Sur estaba formada por algunos estudiantes de la Universidad Nacional y existió un breve periodo durante el tiempo que Bogotá FC jugó en el estadio de dicha institución; el nombre Oxetia Sur estaba inspirado por los colores que el equipo representativo de Sur Osetia vistió durante el Campeonato Mundial de futsal de la AMF 2011, en dicho torneo la selección nacional de ese país portó en sus compromisos una camiseta amarilla con franjas rojas, camiseta que recordaba la bandera bogotana y por extensión el uniforme de Bogotá FC.
Debido a que disputa sus partidos a puerta cerrada, no se conoce un grupo de hinchas o afición activa tras la salida del club de la Universidad Nacional.

## Rivalidades
Pese a compartir localía con múltiples equipos bogotanos el único partido que en su momento se consideró clásico para el Bogotá F. C. fue su enfrentamiento con Academia. De 31 juegos registrados entre las temporadas 2005 y 2012 17 se saldaron con victoria para la Academia, 10 para Bogotá FC y se dieron 4 empates, con 39 goles a favor de Bogotá F. C. y 40 en contra. La victoria más abultada de uno de los equipos se dio en septiembre de 2010, cuando Bogotá F. C. se impuso 4 a 0 a la Academia oficiando como local. El último partido entre ambas escuadras se disputó en mayo de 2012 con victoria 3 a 2 para Bogotá F.C. En Copa Colombia desde el año 2008, ha enfrentado a los equipos bogotanos tradicionales como son Santa Fe, Millonarios y La Equidad, y a los no tradicionales como son Tigres y Fortaleza.

## Datos del club
- Actualizado el 2 de agosto de 2025.[37]
- Puesto histórico Primera B: 4.º
- Temporadas en 1ª: 0
- Temporadas en 2ª: 21 (2004-presente).
- Mejor puesto:
  - En Primera B: 3° (2007).
  - En Copa Colombia: 12° (2012, Octavos de final).
- Peor puesto:
  - En Primera B: 16° (2006 y 2014) (Último).
  - En Copa Colombia: 36° (2024, Fase I) (Último)
- Mayores goleadas a favor:
  - En Primera B :
  - 6-0 sobre Patriotas el 22 de junio de 2008
  - 6-0 sobre Barranquilla F. C. el 15 de abril de 2010
  - 5-0 sobre Cúcuta Deportivo el 2 de septiembre de 2024
  - 5-0 sobre Itagüí Leones el 25 de mayo de 2015
  - 5-3 sobre Deportivo Rionegro el 5 de mayo de 2013
- Mayores goleadas a favor:
  - En Copa Colombia:
  - 3-0 sobre Expreso Rojo el 9 de mayo de 2012
- Mayores goleadas en contra:
  - En Primera B:
  - 0-6 contra Cúcuta Deportivo el 16 de marzo de 2024
  - 0-6 contra Valledupar F. C. el 15 de febrero de 2021
  - 0-6 contra Unión Magdalena el 26 de mayo de 2012
  - 0-5 contra Real Cartagena el 9 de febrero de 2025
  - 0-5 contra América de Cali el 17 de febrero de 2014
  - 2-5 contra Llaneros el 25 de febrero de 2019
- Mayores goleadas en contra:
  - En Copa Colombia:
  - 0-4 contra Santa Fe el 15 de abril de 2009
  - 1-4 contra Once Caldas el 21 de marzo de 2024
  - 1-4 contra La Equidad el 14 de abril de 2016
- Goleador histórico del club:
  - Wilberto Cosme 75 goles.

(70 En la Primera B), (5 Copa Colombia).

### Resultados históricos del club
| | Liga | Liga | Liga | Liga | Copa nacional | Copa nacional | Copa nacional | Copa nacional | Internacional | Internacional | Internacional | Internacional | Otras | Otras | Otras | Otras | Totales | Totales | Totales | Totales     | Totales | Totales | Totales | Totales |
| P. | G.   | E.   | D.   | P.   | G.            | E.            | D.            | P.            | G.            | E.            | D.            | P.            | G.    | E.    | D.    | P.    | G.      | E.      | D.      | % Victorias | G. F.   | G. C.   | D. G.   |         |
| Consolidado total | 500  | 171  | 129  | 200  | 84            | 15            | 23            | 46            | 0             | 0             | 0             | 0             | 0     | 0     | 0     | 0     | 584     | 186     | 152     | 246         | 31.8%   | 671     | 751     | -80     |
| --- | ---- | ---- | ---- | ---- | ------------- | ------------- | ------------- | ------------- | ------------- | ------------- | ------------- | ------------- | ----- | ----- | ----- | ----- | ------- | ------- | ------- | ----------- | ------- | ------- | ------- | ------- |
| P.= Partidos; G. = Ganados; E. = Empatados; D. = Derrotas; G. F. = Goles a favor; G. C. = Goles en contra; D. G. = Diferencia de goles Actualizado hasta el 8 de enero de 2017. |      |      |      |      |               |               |               |               |               |               |               |               |       |       |       |       |         |         |         |             |         |         |         |         |

## Jugadores

### Récords
| Máximos goleadores | Máximos goleadores | Máximos goleadores | Más partidos disputados | Más partidos disputados | Más partidos disputados |
| ------------------ | ------------------ | ------------------ | ----------------------- | ----------------------- | ----------------------- |
| 1.                 | Wilberto Cosme     | 75 goles           | 1.                      | Omer Escalante          | 184 partidos            |
| 2.                 | Enrique Díaz       | 38 goles           | 2.                      | Jader Romaña            | 177 partidos            |

### Extranjeros
| Nacionalidad | N.º | Jugadores                                                 |
| ------------ | --- | --------------------------------------------------------- |
| Argentina    | 4   | Marcelo Vidal, Juan Nash, Emanuel Casado y Franco Pedraza |
| Armenia      | 1   | Wbeymar Angulo                                            |
| Brasil       | 1   | Márcio Cruz                                               |
| España       | 1   | José Higón                                                |
| Panamá       | 1   | Luis Cueto                                                |

## Entrenadores
| Nombre              | Periodo                  | Periodo                  |
| Nombre              | Desde                    | Hasta                    |
| ------------------- | ------------------------ | ------------------------ |
| Cachaco Rodríguez   | 2004                     | 2004                     |
| Hebert Armando Ríos | 2004                     | 2004                     |
| Alberto Gamero      | 2004                     | 2004                     |
| Juan Carlos Grueso  | 2005                     | 2006                     |
| William Libreros    | 2007                     | 2007                     |
| Hermes René Herrera | 2007                     | 2007                     |
| Álvaro Zuluaga      | 1 de enero de 2008       | 20 de agosto de 2008     |
| Leonardo Rincón (e) | 21 de agosto de 2008     | 25 de agosto de 2008     |
| Oswaldo Durán       | 26 de agosto de 2008     | 10 de agosto de 2010     |
| Fernando Velasco    | 11 de agosto de 2010     | 2 de diciembre de 2010   |
| Albeiro García      | 1 de enero de 2011       | 15 de abril de 2011      |
| Hernán Pacheco      | 16 de abril de 2011      | 19 de octubre de 2012    |
| Néstor Rodríguez    | 1 de enero de 2013       | 29 de junio de 2013      |
| Oswaldo Durán       | 30 de junio de 2013      | 10 de septiembre de 2013 |
| Germán Morales      | 12 de septiembre de 2013 | 26 de febrero de 2014    |
| Leonardo Rincón (e) | 27 de febrero de 2014    | 12 de mayo de 2014       |
| Hernán Pacheco      | 13 de mayo de 2014       | 18 de enero de 2016      |
| Néstor Rodríguez    | 19 de enero de 2016      | 2 de mayo de 2017        |
| Ernesto Pacheco     | 5 de junio de 2017       | 16 de julio de 2017      |
| Leonardo Rincón (e) | 17 de julio de 2017      | 8 de agosto de 2017      |
| Mauricio Roa        | 9 de agosto de 2017      | 16 de noviembre de 2018  |
| Jairo Patiño        | 1 de enero de 2019       | 29 de noviembre de 2019  |
| Julián Barragán     | 17 de enero de 2020      | 25 de febrero de 2020    |

| Nombre               | Periodo                  | Periodo                  |
| Nombre               | Desde                    | Hasta                    |
| -------------------- | ------------------------ | ------------------------ |
| Richard Parra        | 26 de febrero de 2020    | 3 de diciembre de 2020   |
| Martín Cardetti      | 4 de enero de 2021       | 5 de noviembre de 2021   |
| Hernán Pacheco       | 6 de noviembre de 2021   | 6 de diciembre de 2021   |
| Jonathan Risueño     | 7 de enero de 2022       | 17 de junio de 2022      |
| José Gómez           | 18 de junio de 2022      | 12 de julio de 2022      |
| David Suárez         | 14 de julio de 2022      | 29 de noviembre de 2022  |
| Francisco Nájera     | 5 de enero de 2023       | 21 de febrero de 2023    |
| Alecxys Ciprian (e)  | 22 de febrero de 2023    | 5 de marzo de 2023       |
| César Torres         | 6 de marzo de 2023       | 25 de junio de 2023      |
| Pedro Felício Santos | 29 de junio de 2023      | 26 de julio de 2023      |
| Armando Osma         | 27 de julio de 2023      | 22 de septiembre de 2023 |
| Hugo Alfonso Mejía   | 25 de septiembre de 2023 | 31 de diciembre de 2023  |
| Néstor Rodríguez     | 24 de enero de 2024      | 26 de mayo de 2025       |
| Luis Herney Melo     | 27 de mayo de 2025       | Presente                 |